# Јарослав Пеликан
Јарослав Јан Пеликан (енгл. Jaroslav Jan Pelikan; Акрон, 17. децембар 1923 — Хемден) је био амерички патролог и историчар хришћанства словачког порекла. Био је дуго година лутерански пастор (свештеник), али је у позним годинама прешао на православље.

## Биографија
Пеликан се родио у породици са словенским коренима: отац је био Словак, а мајка Словакиња из Србије. Отац му је имао чин пастора, а деда је био епископ Словачке лутеранске цркве у САД. Већ као дете је показао изузетне језичке способности (савладао је десетак језика), а рано је научио и писати на писаћој машини.
Школовао се на лутеранској богословији „Конкордија“ у Сент Луису (где је промовисан у чин пастора Лутеранске цркве) и мичигенском универзитету, где је у 22 години постао доктор филозофије. Затим се бавио изучавањем и предавањем хришћанске теологије и патристике. Аутор је више од тридесет књига на наведену тематику, укључујући и петотомно дело „The Christian Tradition: A History of the Development of Doctrine“ (1971—1989). Од 1962. до 1996, радио је на јелском универзитету као професор црквене историје.
Пеликан је био уредник религијског садржаја Енциклопедије Британика, а 1980. године је основао Савет научника при библиотеци Конгреса САД-а. Добио је 42 почасна доктората на универзитетима широм света. Председник САД-а Бил Клинтон именовао је професора Пеликана на дужност председника одбора за културу и хуманистичке науке.
Године 1998, заједно са својом супругом Силвијом прешао је на православље. Године 2004. добио је Клугеову награду за постигнућа у области хуманистичких наука. Новчани део награде у износу од 500 000 долара даровао је православној Богословији светог Владимира у Њујорку.

## Изабрана библиографија
- Bach Among the Theologians. Philadelphia: Fortress Press. 1986. ISBN 978-0-8006-0792-0.
- -author= -
- The Excellent Empire: The Fall of Rome and the Triumph of the Church
- -author= -
- -author= -
- -author= -
- -author= -
- -author= -
- The Light of the World: A Basic Image in Early Christian Thought. 1962.. Harper and Brothers, no
- -author= -
- The Riddle of Roman Catholicism. 1959.
- The World Treasury of Modern Religious Thought. ISBN 978-0-316-69770-5.. editor, hardcover:.

## Српски преводи
- „Мелодија теологије: философски речник“, Београд—Никшић—Требиње 2005.